# الشعبين (ساة)

'

تعديل مصدري - تعديل

الشعبين هي إحدى قرى عزلة ساه بمديرية ساة التابعة لمحافظة حضرموت، بلغ تعداد سكانها 252 نسمة حسب تعداد اليمن لعام 2004.